# Moderna centerpartiet
Moderna centerpartiet (slovenska: Stranka modernega centra, SMCa, SMC) är ett slovenskt politiskt parti startat 2014. SMC räknas som ett center-vänsterparti. SMC är fullständig medlem i ALDE och Liberal International.
Juridikprofessoren Miro Cerar kungjorde i maj 2014 att han skulle gå in i politiken, då den sittande regeringschefen Alenka Bratušek ansökte om avsked efter att ha förlorat ledarkampen i sitt eget parti. Han grundade i juni samma år Miro Cerars parti (Stranka Mira Cerarja, SMC).
SMC gjorde 13 juli 2014, bara sex veckor efter grundandet, ett mycket gott resultat i parlamentsvalet och fick ca. 34,8 % av rösterna. Partiet blev parlamentets största med 36 av 90 platser. Nationalförsamlingen valde den 25 augusti 2014 Miro Cerar med 51 av 90 röster som ny statsminister med uppdrag att lägga förslag till regering. Regeringen Cerar tillträdde den 18 september 2014, och grundades på en koalition med pensionärspartiet och socialdemokraterna. Miro Cerars parti bytte i mars 2015 namn till Moderna centerpartiet.